# Certificering
Certificering er en standardiseret prøvning, før udfærdigelse af et certifikat, som blandt andet kan bestå af en licens, et diplom eller erhvervslegitimation. Certificeringen kan udføres af et organ, en juridisk eller fysisk person, som skriftligt forsikrer, at indholdet i et dokumentet er overensstemmelse med virkeligheden.
Certificering kan udføres for personlig viden eller færdigheder - eller for produkter, organisationer eller institutioner.

## Etymologi
Fra tidlig 1300-tallet fra oldfransk certificat, certefiier, forsikre sig om, bevidne sandheden af. Fra 1100-tallets latin certificare, som bestyrker, at forsikre sig om, fra latin certus (jævnfør eng. certain). Tilsammen med facere, at gøre, gøre. Relaterede engelske ord certified; certifying.

## Certificering af viden
Certificering af viden kan ske gennem eksamen eller andre prøver.